# Ravna Gora (Vlasotince)
Ravna Gora (Vlasotince) (em cirílico: Равна Гора) é uma vila da Sérvia localizada no município de Vlasotince, pertencente ao distrito de Jablanica, na região de Vlasina. A sua população era de 56 habitantes segundo o censo de 2011.

## Demografia
| 1948 | 1953 | 1961 | 1971 | 1981 | 1991 | 2002 | 2011 |
| ---- | ---- | ---- | ---- | ---- | ---- | ---- | ---- |
| 202  | 220  | 230  | 232  | 244  | 200  | 151  | 56   |